# Ermita de Sant Marc de Cinctorres
L'Ermita de Sant Marc del poble de Cinctorres (Ports) és una ermita documentada l'any 1570 que es troba a uns 2 quilòmetres de la població, orientada cap al sud-oest.
L'ermita amb una planta rectangular, té unes dimensions de 9 (ample)x20 (llarg) metres. Té una teulada a dos vessants, recolzada sobre tres arcs de diafragma gòtics, i amb un accés lateral mitjançant un arc de mig punt. El 28 d'abril es fa un romiatge des de la població fins a l'ermita.